# Jean Dréville
Jean Dréville (20 de septiembre de 1906 – 5 de marzo de 1997) fue un director cinematográfico de nacionalidad francesa.

## Biografía
Nacido en Vitry-sur-Seine, Francia, se formó en el campo del diseño publicitario y de la fotografía. Además, publicó artículos en las columnas cinematográficas de L'Intransigeant, Comœdia y Paris Matinal, al igual que en tres revistas editadas por él en 1928-1929 : Cinégraphie, Photo-Ciné y On tourne. Dirigió su primera cinta en 1928 (un documental sobre el rodaje de L'Argent, de Marcel L'Herbier).
Dréville se propuso ilustrar en una película las atrocidades del régimen nazi. Anunciada por Les Films Vog en febrero de 1940 con el título de Gestapo y con guion de Marcel Allain, Pierre Véry y Pierre Laroche, la cinta no llegó a realizarse. 
En 1944 empezó a colaborar con Noël-Noël, con quien rodó Les Casse-pieds (1948), film que por el cual obtuvo el Premio Louis Delluc. Dréville hizo debutar a Bourvil en el cine en 1945 haciéndole interpretar una canción en La Ferme du pendu.
Jean Dréville falleció en 1997 en Vallangoujard, Francia.

## Filmografía
Director
- 1928 : Autour de L'Argent (corto documental)
- 1929 : Créosote (documental), con Joris Ivens
- 1929 : Quand les épis se courbent (documental)
- 1930 : Physiopolis (documental)
- 1931 : A la Varenne (corto)
- 1932 : Le Baptême du petit Oscar
- 1932 : Pomme d'amour
- 1933 : Trois pour cent
- 1933 : La Chanson du muguet
- 1933 : À la Varenne (Java chantée), con André Perchicot
- 1933 : Midi (corto)
- 1934 : Un homme en or, con Harry Baur, Suzy Vernon, Guy Darlan, Josselyne Gaël, Pierre Larquey
- 1935 : Coup de vent
- 1935 : Touche-à-tout
- 1936 : Les Petites Alliées
- 1937 : Troïka sur la piste blanche, con Jean Murat, Jany Holt, Charles Vanel, Foun-Sen
- 1937 : Maman Colibri, con Huguette Duflos, Jean-Pierre Aumont, Jean Worms, Denise Bosc
- 1937 : Les Nuits blanches de Saint-Pétersbourg
- 1938 : Le Joueur d'échecs
- 1939 : Son oncle de Normandie, con Jules Berry, Paul Demange, Josselyne Gaël, Pierre Larquey, Betty Stockfeld
- 1939 : La Brigade sauvage, codirigido con Marcel L'Herbier; con Charles Vanel
- 1940 : Le Président Haudecœur, con Harry Baur
- 1942 : Annette et la Dame blonde
- 1942 : Les Cadets de l'océan
- 1942 : Les affaires sont les affaires
- 1943 : Les Roquevillard
- 1943 : Tornavara, de Lucien Mauvault, con Mila Parély, Pierre Renoir, Jean Chevrier, Elisa Ruis, Jean Servais
- 1945 : A Cage of Nightingales
- 1945 : La Ferme du pendu
- 1946 : Le Visiteur
- 1947 : Copie conforme
- 1948 : Les Casse-pieds
- 1948 : La Bataille de l'eau lourde
- 1949 : Retour à la vie (sketch : Le Retour de Jean)
- 1950 : Le Grand Rendez-vous, con René Blancard, Pierre Asso
- 1952 : Les Sept Péchés capitaux (episodio : La Paresse)
- 1953 : Horizons sans fin, con Jean Chevrier, René Blancard, Gisèle Pascal, Maurice Ronet
- 1954 : La Reine Margot
- 1955 : Escale à Orly
- 1957 : La Belle et le Tzigane, con Nicole Courcel, Gyulia Buss
- 1957 : Les Suspects
- 1958 : À pied, à cheval et en spoutnik
- 1960 : Normandie-Niémen
- 1961 : La Fayette
- 1965 : Histoires d'hommes (telefilm)
- 1966 : La Sentinelle endormie
- 1966 : La Nuit des adieux, con Gilles Segal, Nathalie Velitchko
- 1971 : Le Voyageur des siècles (serie televisiva)

Ayudante de dirección
- 1934 : Le Bonheur, de Marcel L'Herbier

Actor
- 1927 : Napoleón, de Abel Gance
- 1981 : Cinématon #155, de Gérard Courant